# 陈家祠
陈家祠（陈氏书院）位於中国广东省广州市荔湾区金花街道陈家祠社区中山七路恩龙里34号，始建于清朝光绪十四年（1888年），是当时广东省七十二县陈姓宗亲合资兴建的合族宗祠。陈家祠是集岭南历代建筑艺术之大成的典型代表，以装饰精巧、堂皇富丽而著称于世。现辟为广东民间工艺博物馆。

## 歷史
陳氏書院建于清朝光绪十四年至二十年（1888年至1894年）间，由黎巨林設計。作為書院，始建時用作廣東各縣陳氏子弟來省城應科舉時學習及住宿場所，也是祭祀祖宗的宗祠，為私人物業。
中華民國年間，陳家祠內供奉的牌位，據統計有上萬塊之多。日軍佔領廣州期间，陳家祠並未遭遇嚴重損毀。
中华人民共和国成立后，1957年，進行了全面維修。1959年，陈氏书院被政府辟为广东民间工艺博物馆，從此停止祭祖功能。1964年對頭門和聚賢堂進行維修。
1966年文化大革命期間，萬塊牌位盡被燒毀，儘餘兩塊倖存。兩棟堅厚的木大門上的兩個門神公，被人用鑿子挖成大坑洼。大廳兩面的壁畫被鑿毀。1981年再次重修，1983年重新開放。政府重修陳家祠時，将木大門、牆壁用塗料填充平整，請門神畫原作者陳略用中國畫傳統工筆按原貌繪製。
1988年，中华人民共和国国务院公布陈氏书院为第三批全国重点文物保护单位。1996年，陳氏書院被評為“廣州十大旅遊美景”之首。2001年進行了局部修葺，2002年對全祠灰塑進行維修。
陈家祠被列入2002年和2011年兩個版本的羊城八景，名为“古祠留芳”或“古祠流芳”。

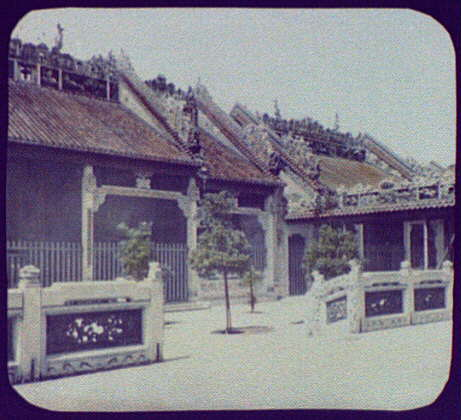
1895年摄
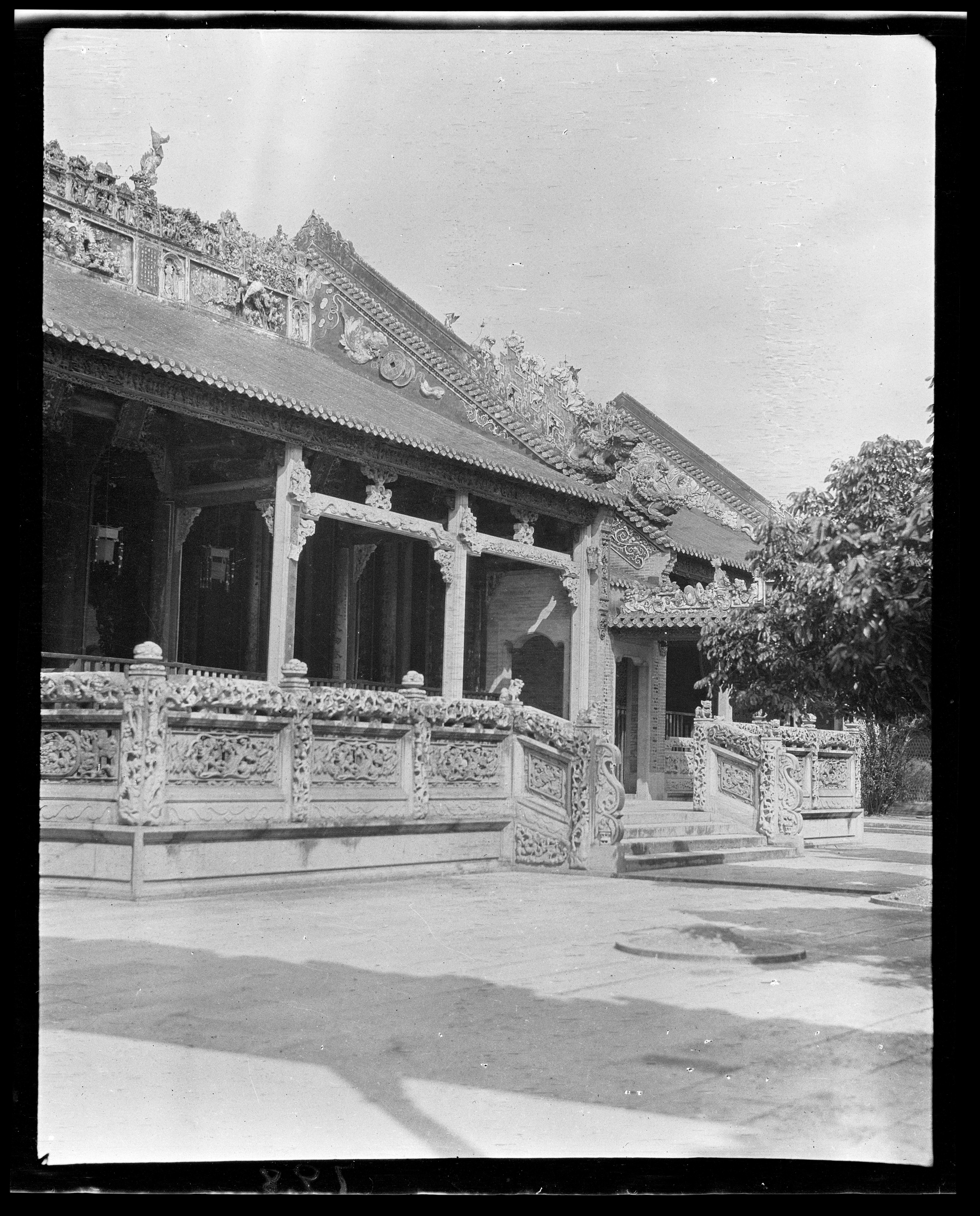
中華民國年間（1917至1919年）的圍欄
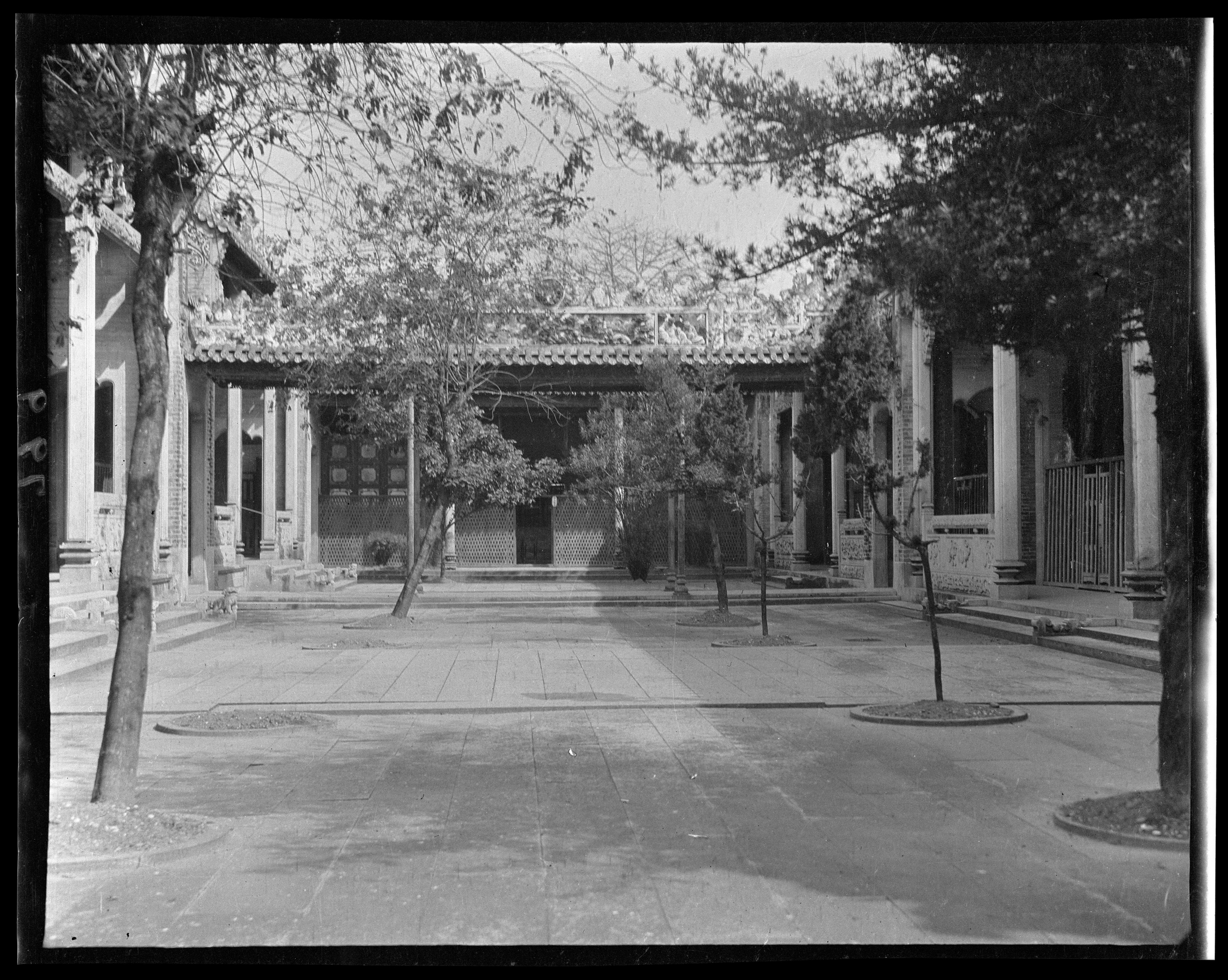
民國年間的院落
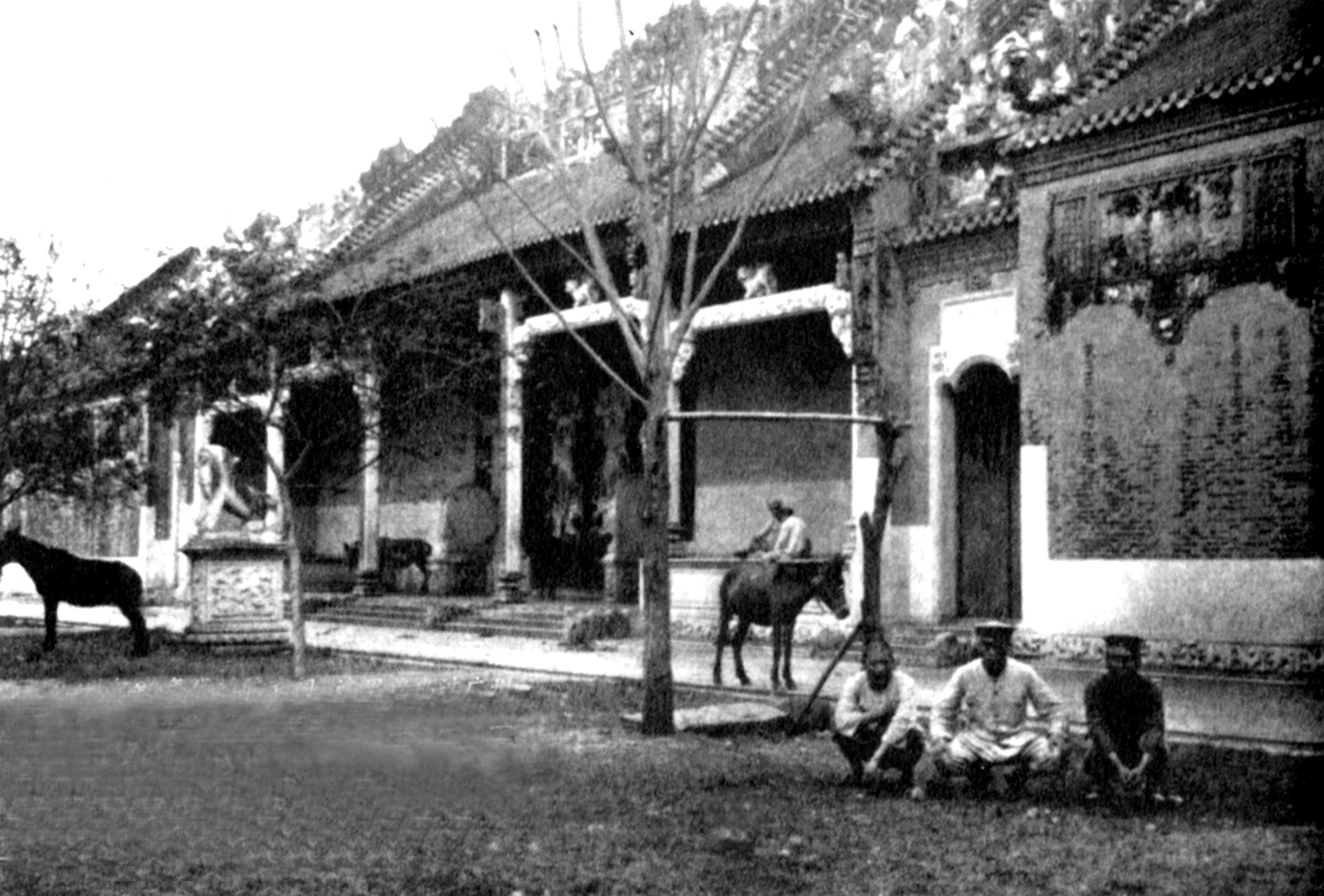
1930年代的大門
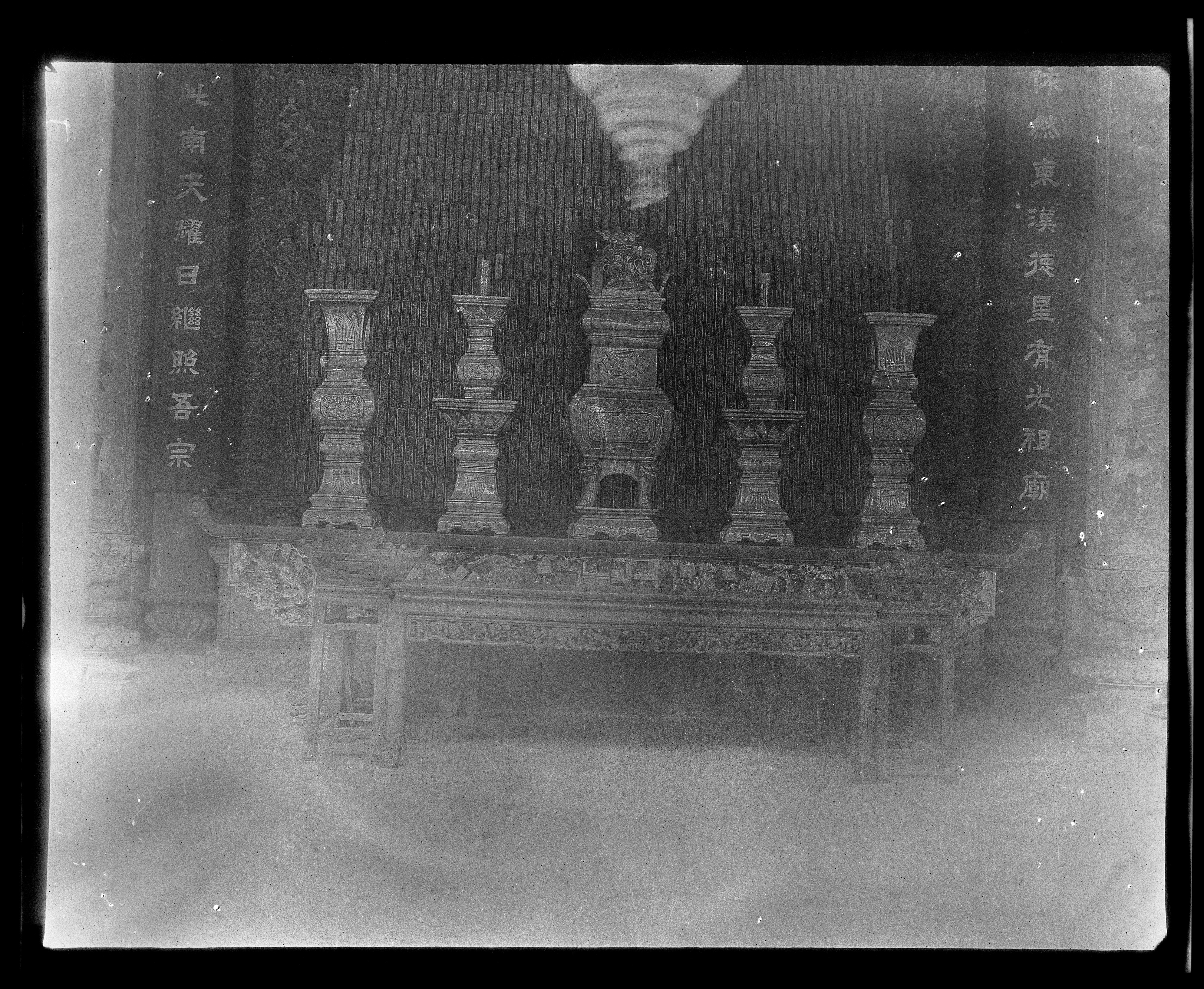
祠中供奉的牌位

## 建筑

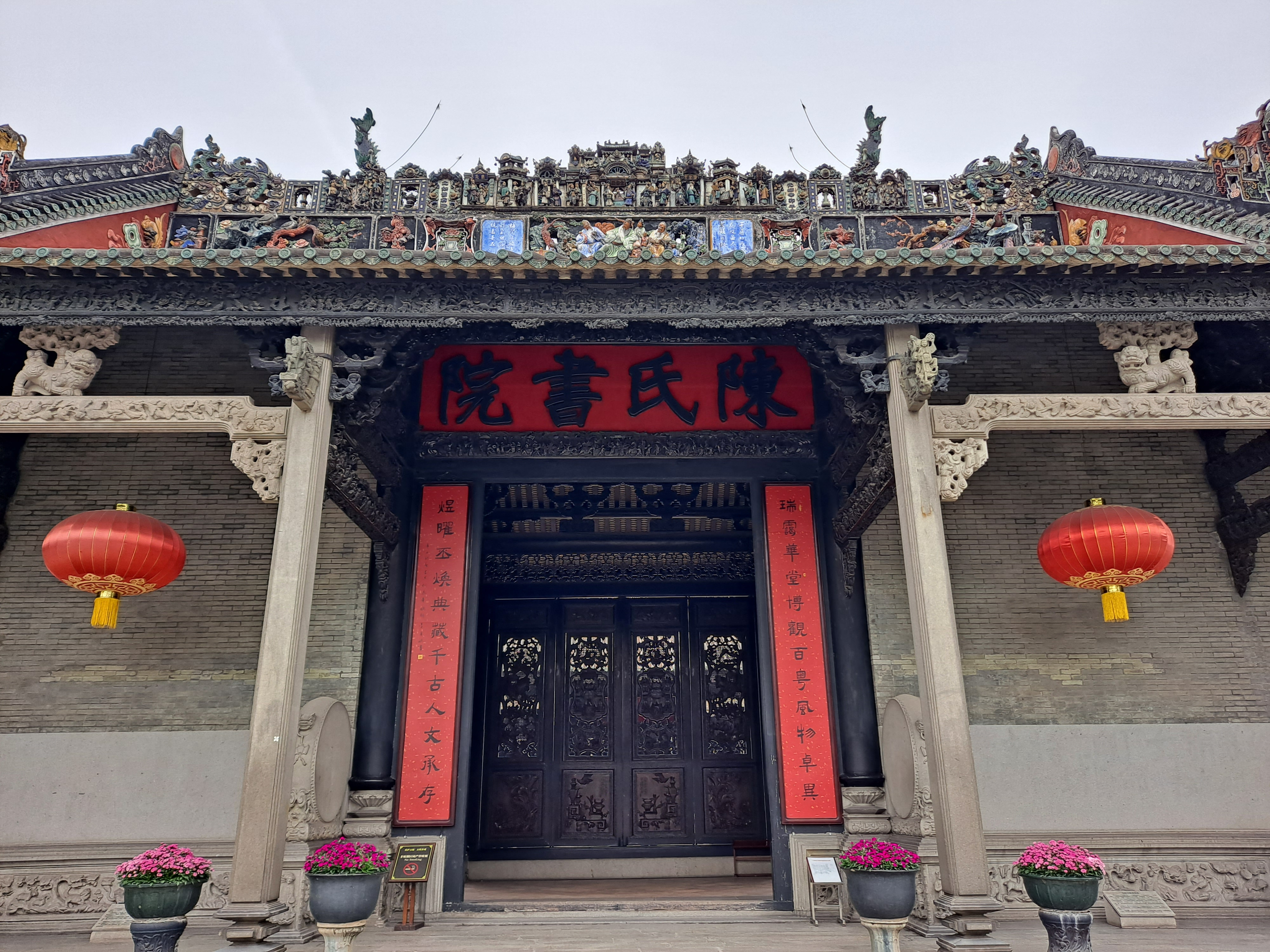
大門

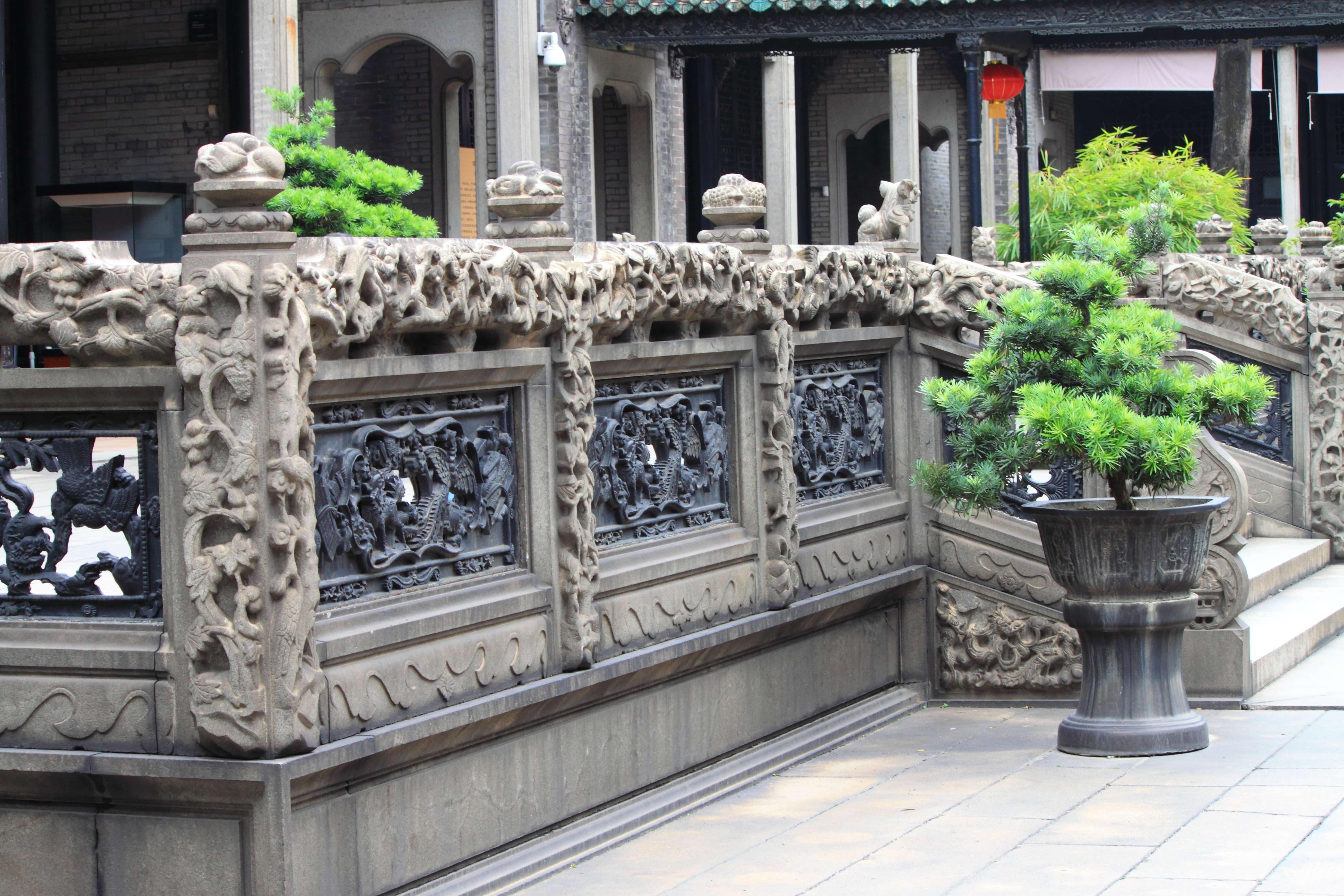
現今的圍欄

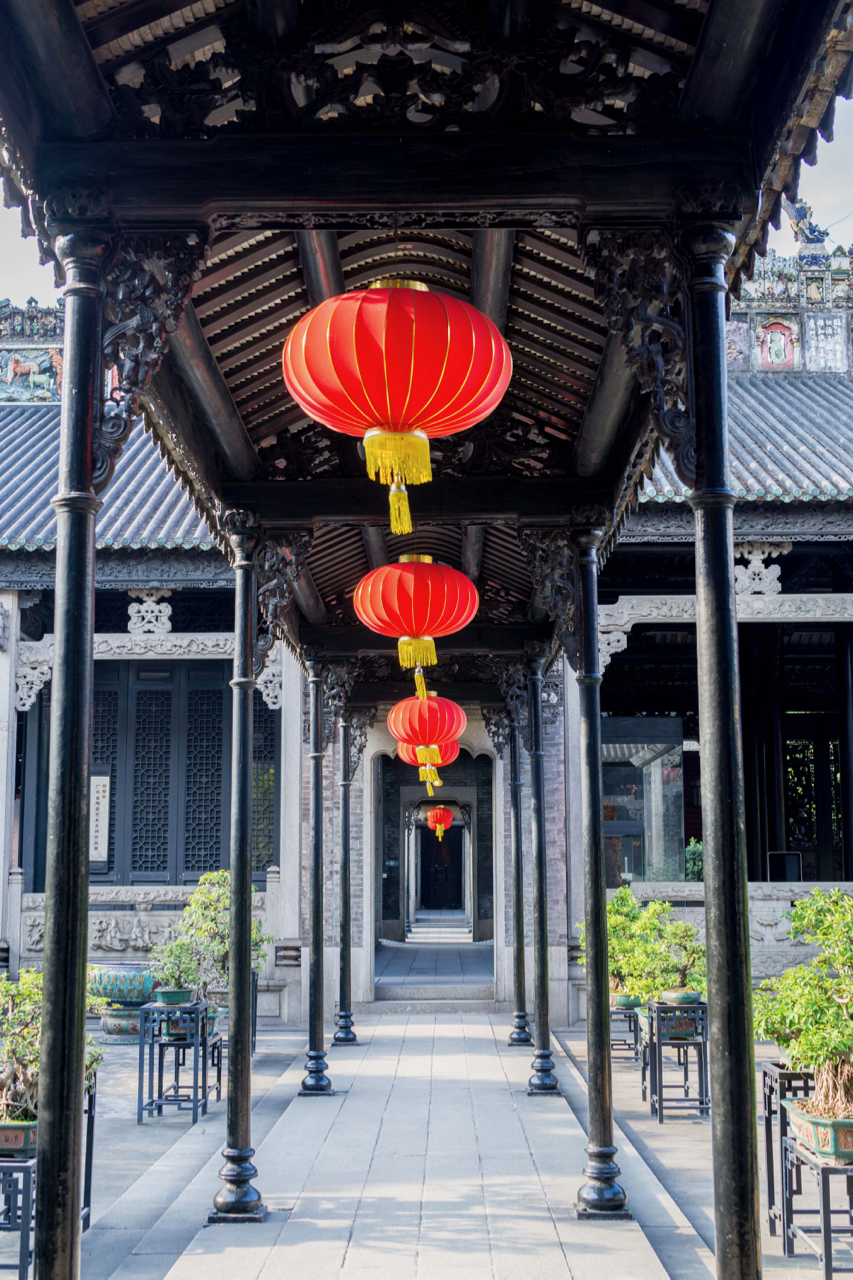
长廊

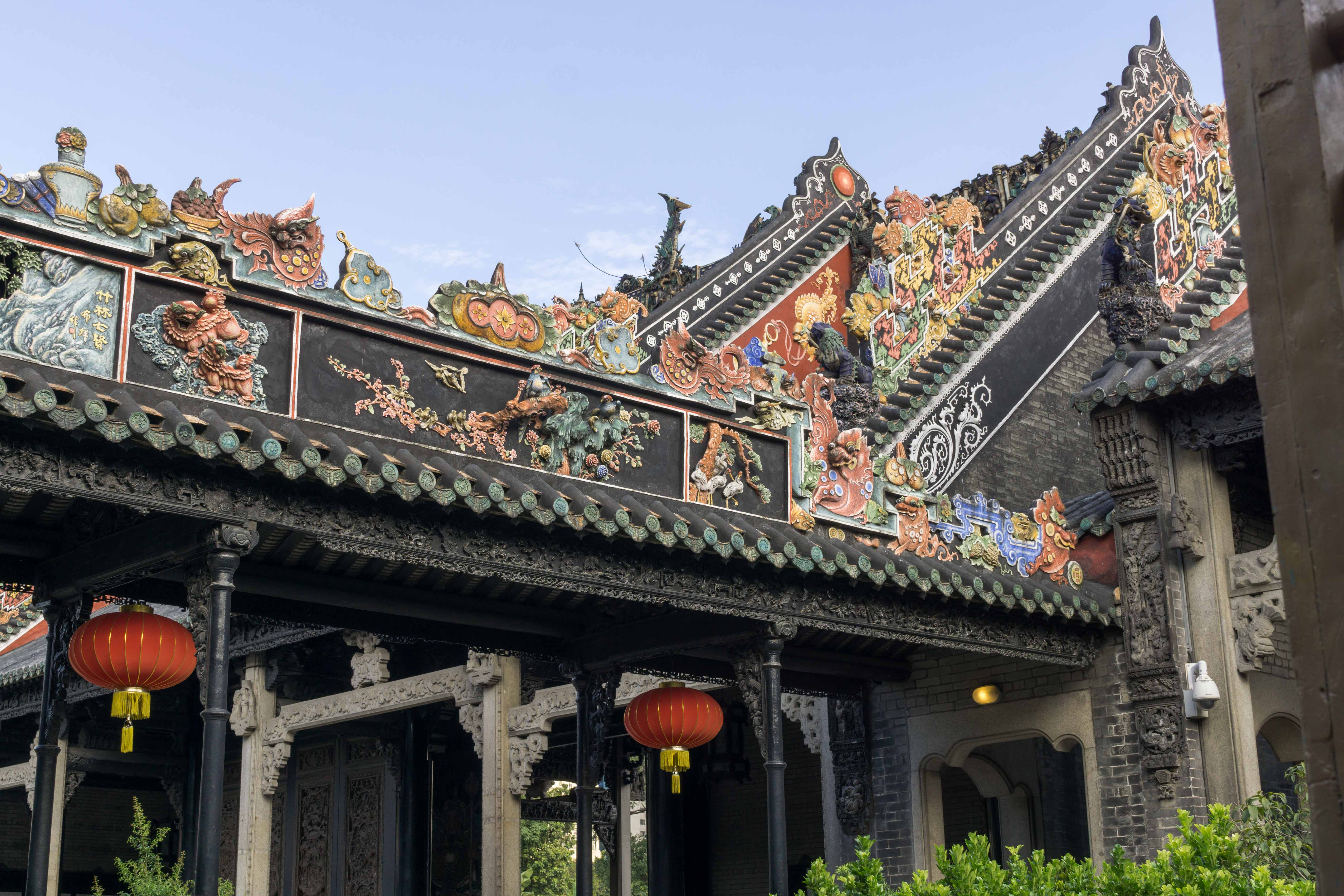
屋脊

陈家祠是集岭南历代建筑艺术之大成的典型代表，包括前院、西院、东院及后院，占地15,000多平方米。其建筑布局为“三进三路九堂两厢抄”，深三进，广五间，由9座廳堂、6個院落、10座廂房和長廊巷組成，建筑中心是高达14.5米的中进主殿“聚贤堂”。整个建筑根据中国古建筑形式美的原则，把众多大小不同的建筑物巧妙地组合布局在平面方形的建筑空间里，前后左右，严谨对称，虚实相间，极富层次。长廊、青云巷使整个建筑四通八达，庭院园林点缀其中，形成各自独立而又相互联系的整体。
陈氏书院的主體建築正門兩邊的外牆上有《梁山聚義》、《梧桐杏柳鳳凰群》等6幅大型磚雕；全院的門、窗、屏、牆、欄、樑架、屋脊等處装饰中广泛采用木雕、石雕、砖雕、陶塑、灰塑、壁画和铜铁铸等不同风格的工艺，雕刻技法既有简练粗放、又有精雕细琢，上下呼应、相得益彰。
尤具特色的還有第二進後側長廊上的柚木屏門雙面鏤雕，分別雕有歷代歷史故事和民間傳說“三顧茅廬”、“赤壁之戰”等20幅木雕，被讚譽為“木刻鋼刀雕就的中國歷史故事長廊”。 
中路一、二進間的院子內有石欄杆鑲嵌的鐵鑄雙通花欄板“金玉滿堂”、“三羊啟泰” 。
郭沫若曾於1959年造訪陳家祠並賦詩讚美其建築藝術：“天工人可代，人工天不如。果然造世界，勝讀十年書。”

### 雕刻艺术
陈家祠的建筑以装饰精巧、堂皇富丽而著称于世。木雕、石雕、砖雕、泥塑、陶塑、铁铸工艺等各种各样的装饰，遍布在祠堂内外的顶檐、厅堂、院落、廊庑之间。图案题材广泛，造型生动逼真，雕刻技艺精湛，用笔简炼粗放却又精雕细琢，与雄伟的厅堂浑然一体，被誉为“岭南建筑艺术明珠”。
陈家祠前的壁间有六幅画卷式的大型砖雕，每幅砖雕长达4米，是用一块一块的青砖雕刻好了以后再连接成一体的，立体、多层次的画面里有神话传说、山水园林、花果禽兽、钟鼎彝铭等。陶塑工艺集中在19座厅堂屋顶上的瓦脊；砖雕以东、西倒座外墙的最具规模；灰塑集中在瓦脊及院廊上，是南海灰塑艺人所作；木雕除梁架与大门及聚贤堂的屏风外，后座的11座双层透雕神龛，体型高大，有“光绪十六年”、“回澜桥刘德昌造”“源昌街时泰造”等题款。
建筑中的各种雕刻装饰，主要由建筑商到省内县组织聘请大批能工巧匠集中到广州制作。根据现有的资料，参加砖雕制的艺人有番禺的黄南山、杨鉴庭、黎壁竹，南海县的陈兆南、梁澄、梁进等。其中以黄南山雕刻的数量最多。
灰塑是珠江三角洲一带传统建筑中广泛运用的一种建筑装饰艺术，民间艺人以石灰为主要原材料，加上发酵后的稻草或草纸，经反复锤炼，制成草筋灰或纸筋灰，然后根据建筑空间和装饰部位的需要设计图案，在需装饰的部位进行现场制作。一般先以草筋灰堆塑造型，再用纸筋灰细塑表面。待干到一定程度后，最后绘上各种色彩。
陈氏书院灰塑累计总长2562米，总面积约2448平方米，主要用于屋脊基座、山墙垂脊、廊门屋顶、厢房和庭院连廊及东西斋的屋脊上，规模之大为岭南之冠。从陈氏书院灰塑装饰的题材来看，有神话传说、历史故事、戏曲人物，以及由祥禽瑞兽、花卉果木、吉祥文字组成的各种吉祥图案等，还有山水、楼台亭阁等风景图案，多是民间喜闻乐见的题材。

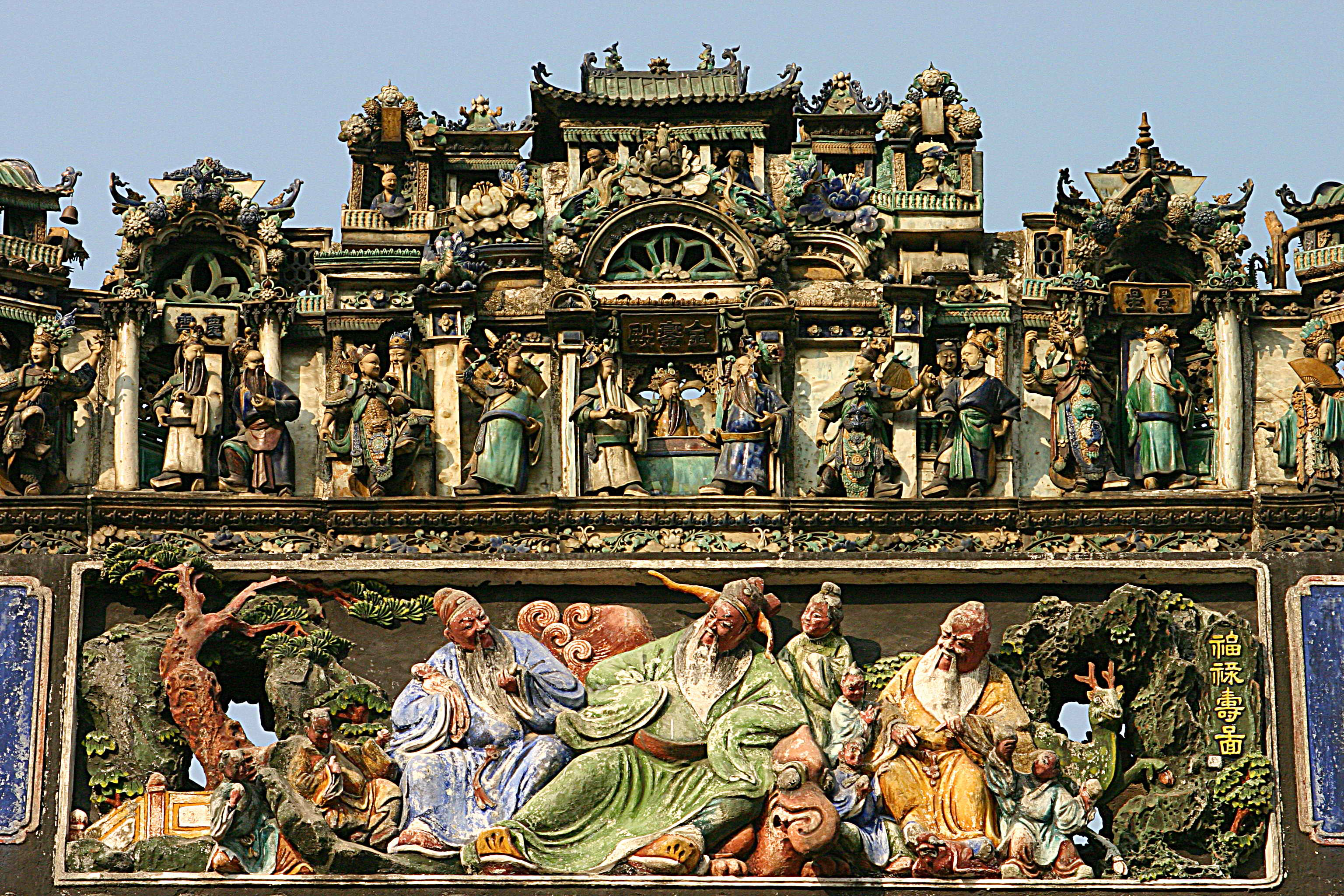
屋脊灰塑“福禄寿”
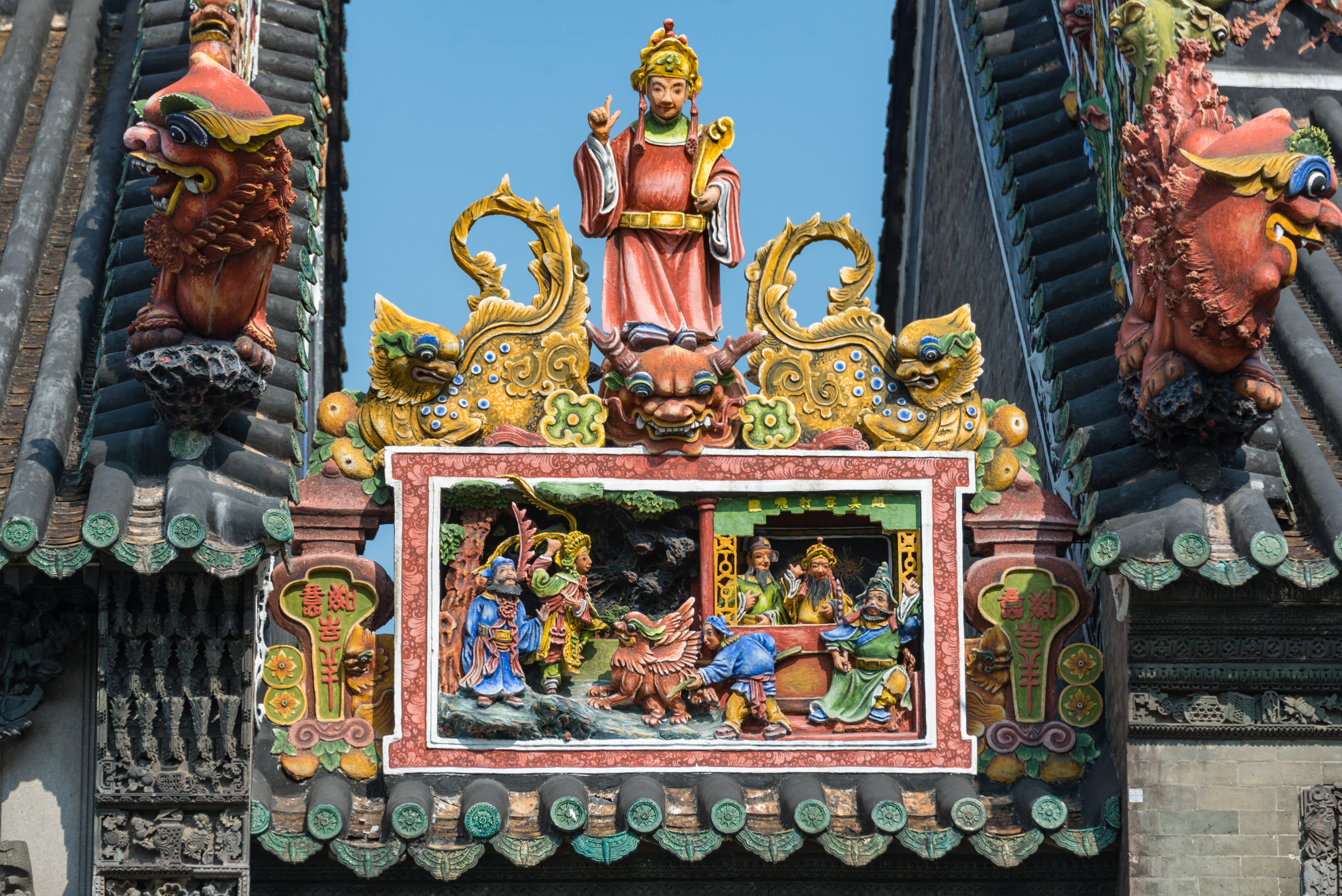
灰塑“独占鳌头”“桃园结义”
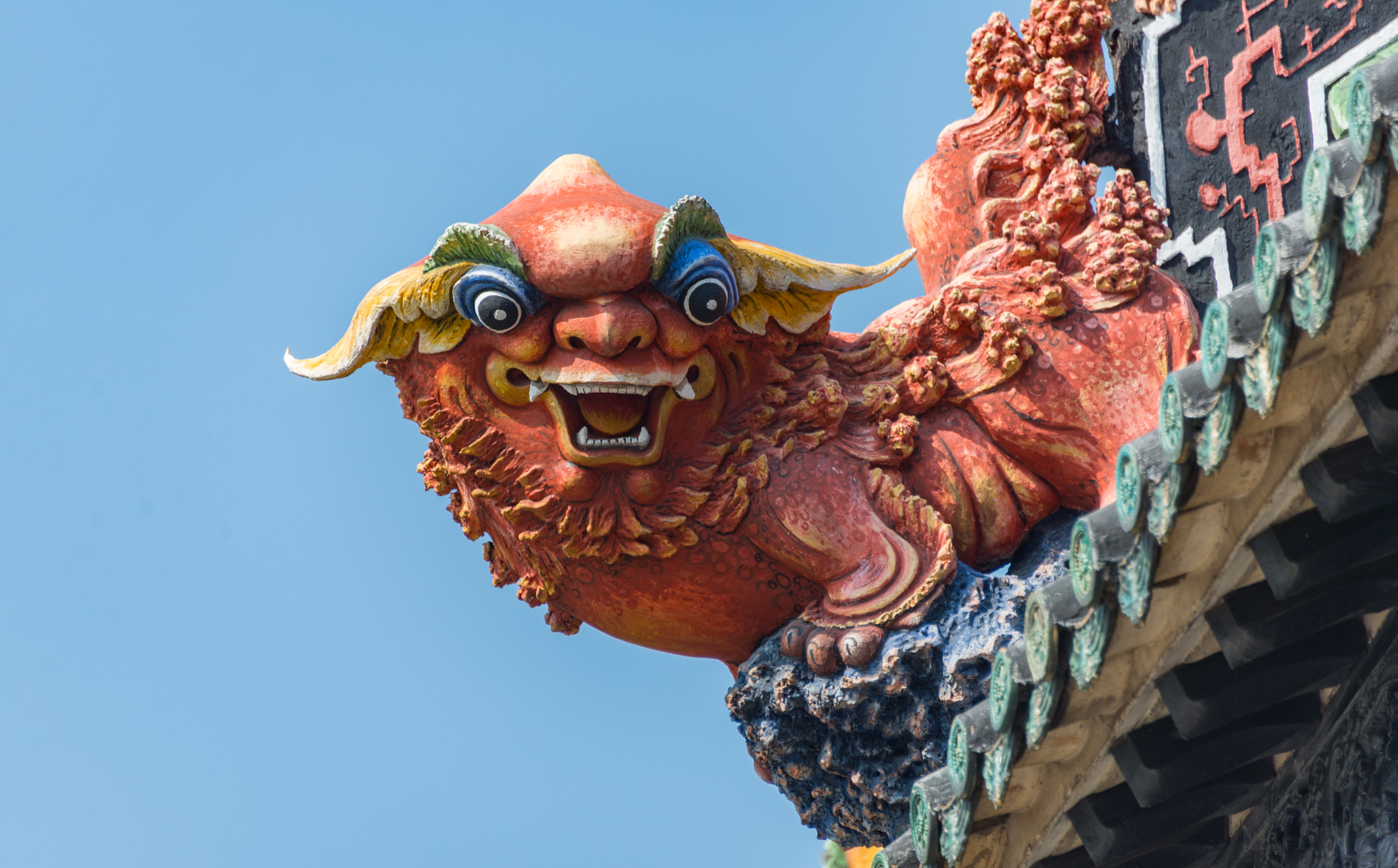
屋脊灰塑独角兽
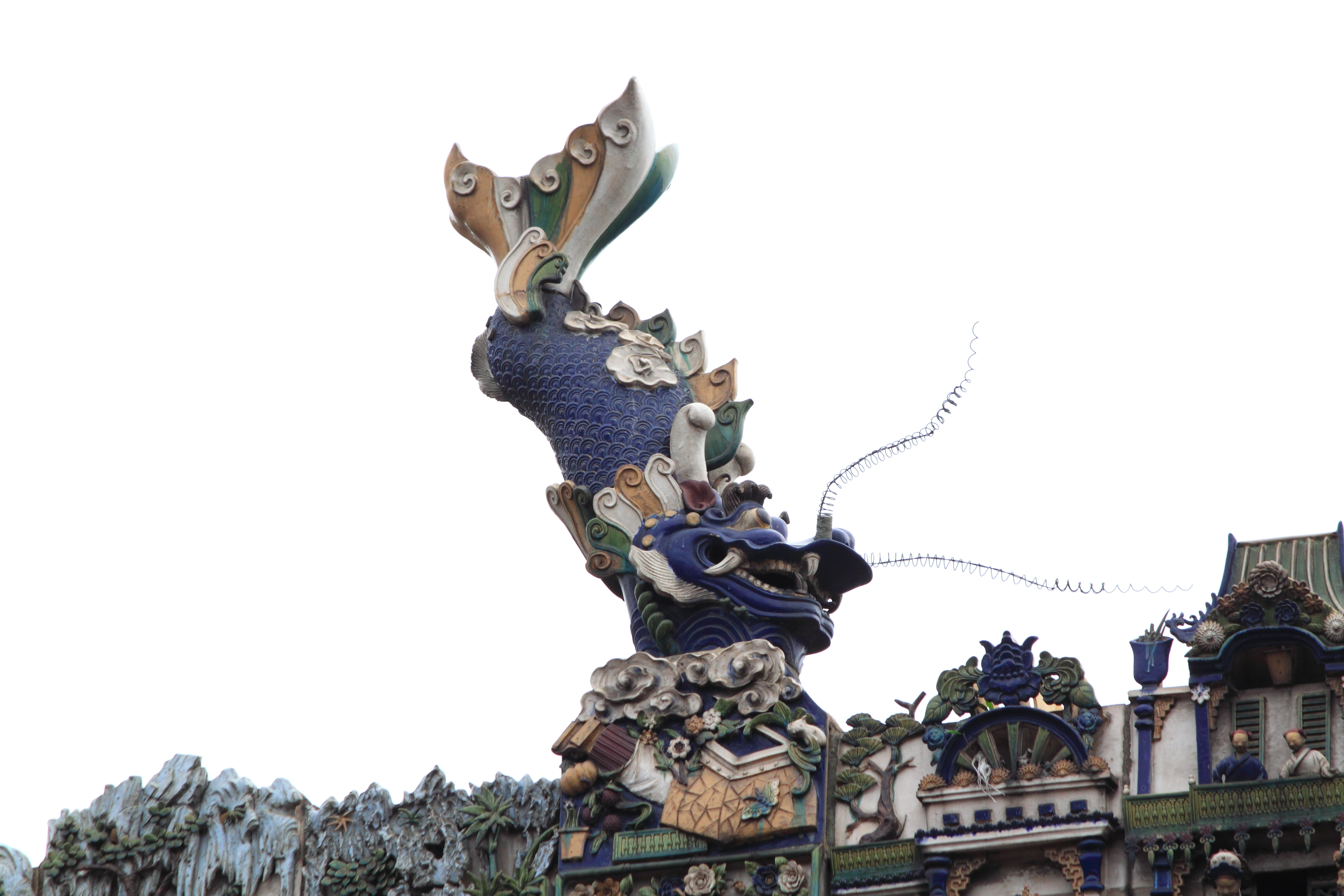
鳌鱼鸱吻陶塑
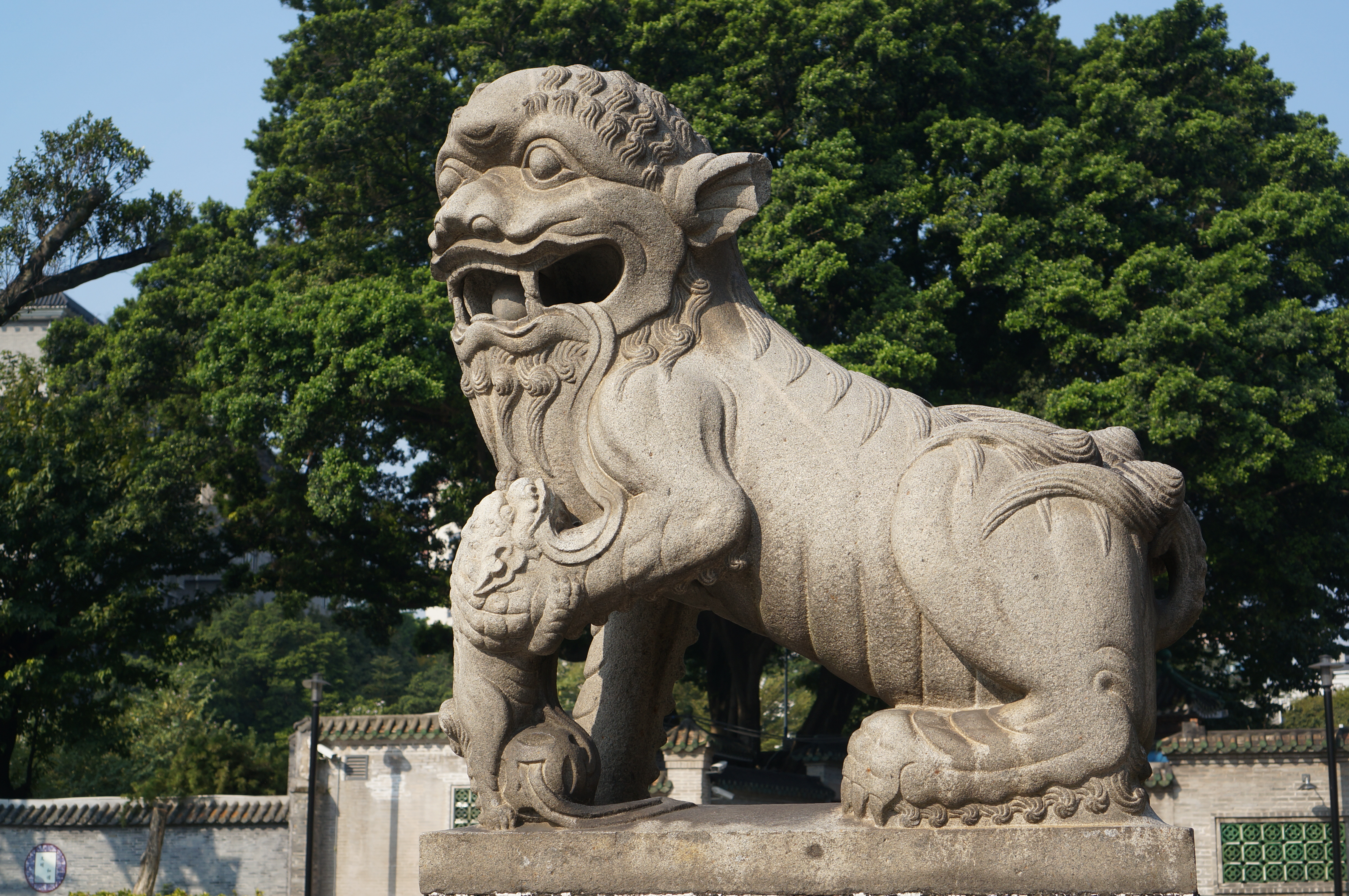
石狮子
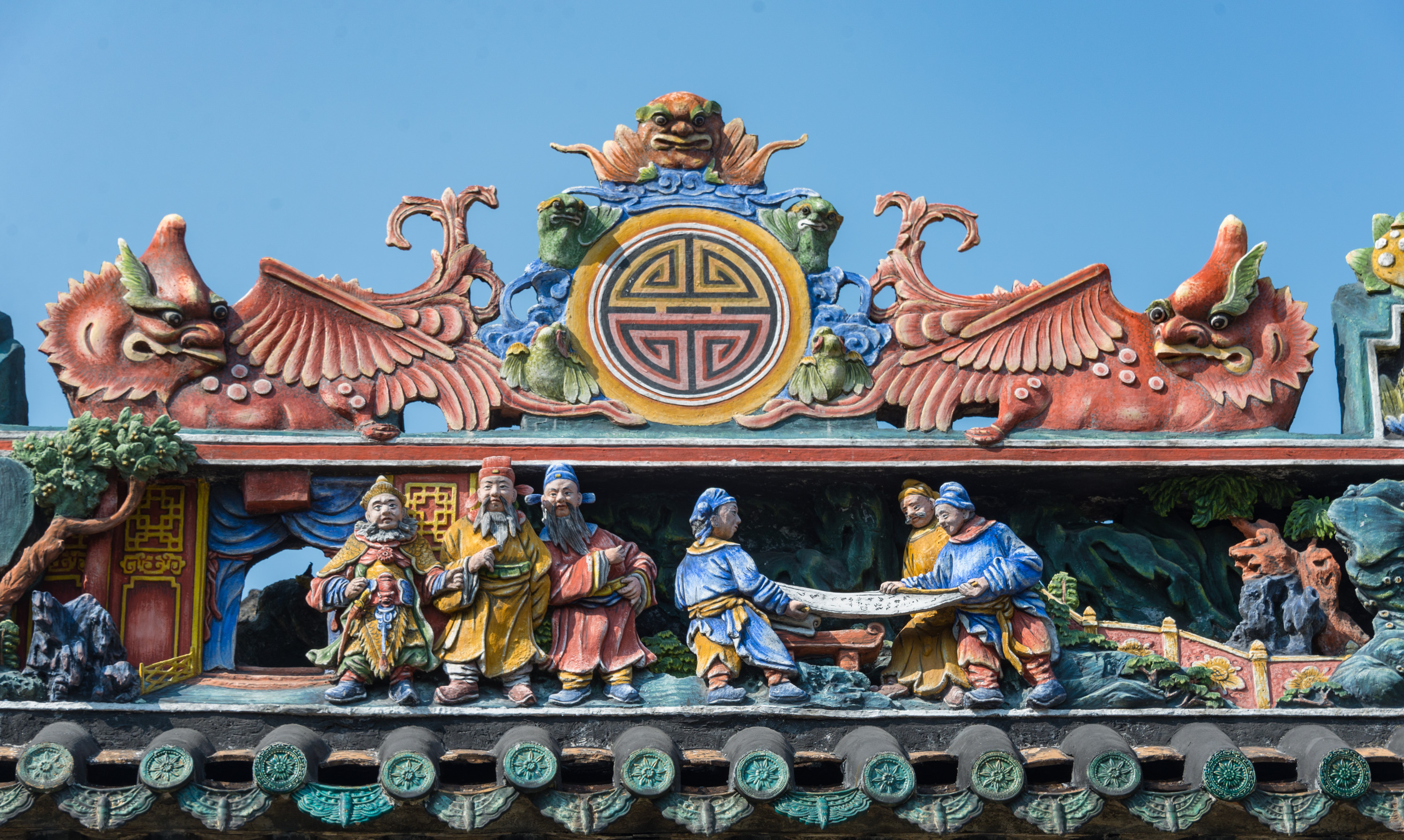
连廊灰塑“张松看蒙德新书”“五福捧寿”
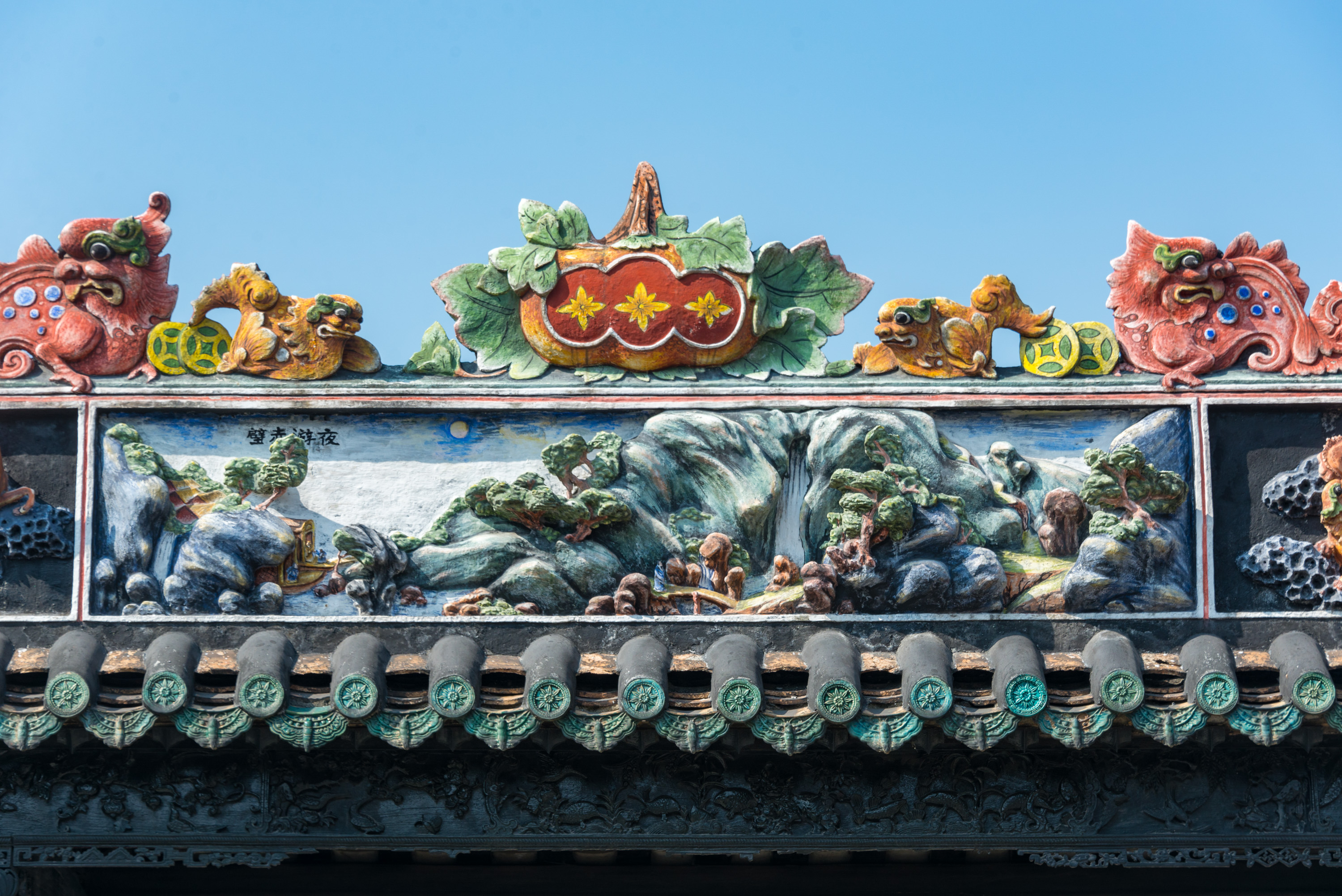
连廊灰塑“夜游赤壁”
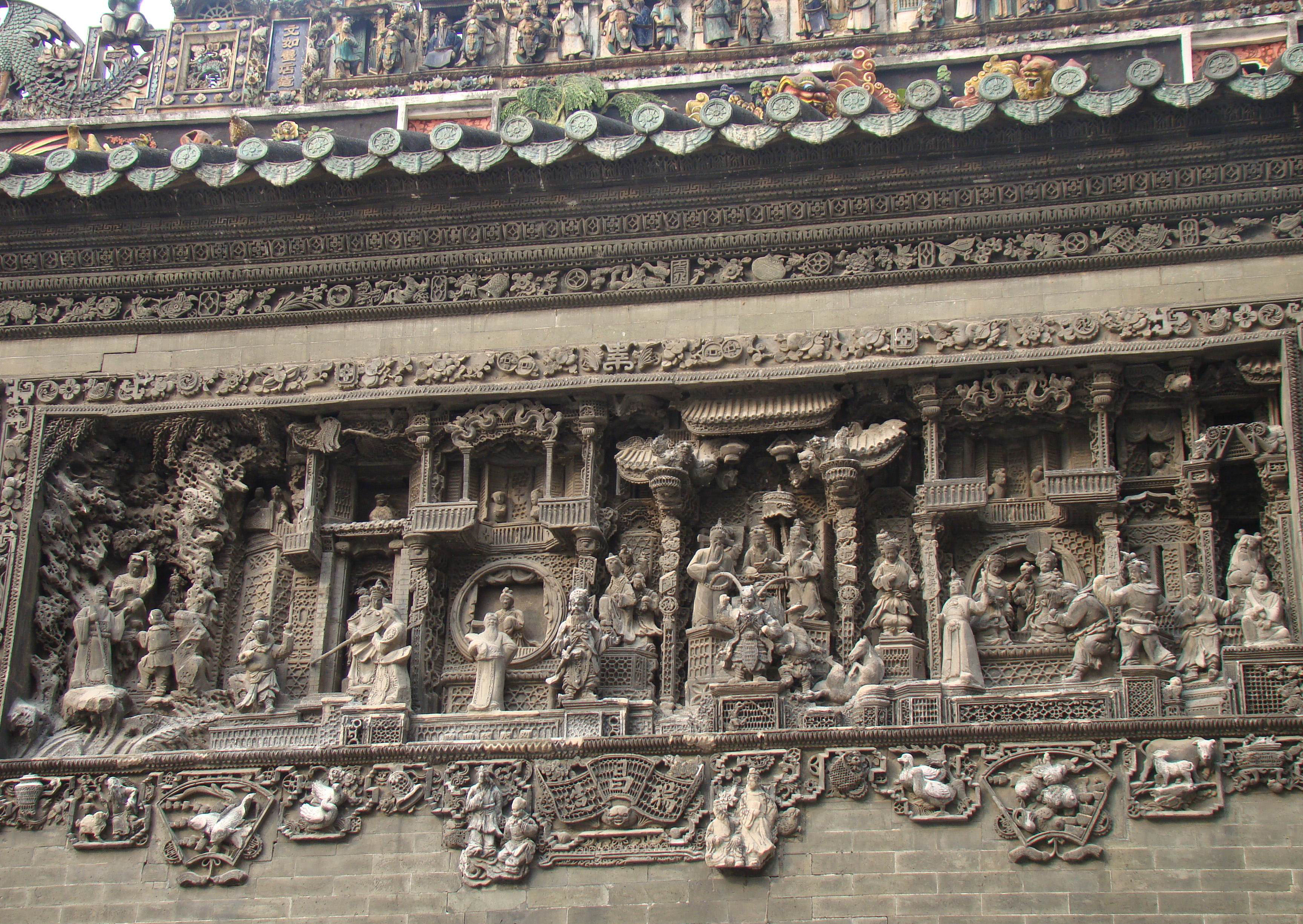
砖雕《劉慶伏狼駒》

### 广东民间工艺博物馆
广东民间工艺博物馆，位于广东省广州市荔湾区中山七路恩龙里34号的陈家祠，是收藏、研究、展览以广东地区为主，兼及中国各地民间工艺品的艺术类博物馆。中华人民共和国成立后，广州市人民政府接收了陈家祠，交由广州市行政干部学校使用。1957年12月31日，广州市行政干部学校将陈家祠移交广州市文化局。1958年，广州市文管会负责陈家祠的维修，决定用陈家祠作为馆址筹建广东民间工艺馆。1959年10月1日，经过全面修缮，以陈家祠作为馆址成立的广东民间工艺馆正式对外开放。文革爆发后，1966年9月广州市新华印刷厂迁入陈家祠，广东民间工艺馆停止对外开放。1980年底，广州市新华印刷厂迁出，陈家祠经维修后，于1983年2月恢复对外开放。1994年6月23日，经广州市编制委员会同意，广东民间工艺馆更名广东民间工艺博物馆。2017年，广东民间工艺博物馆被中国博物馆协会评为第三批国家一级博物馆。
广东民间工艺博物馆的藏品分为彩瓷、青瓷、黑瓷白瓷、青花、广州彩瓷、枫溪瓷器、珐琅、广州刺绣、潮州刺绣、墨、漆、广东剪纸、佛山木版年画、潮州麦杆贴画、黎族服饰、石湾陶器、广州套色蚀花玻璃、铜镜、金漆木雕、广东木雕、广东石雕、广州象牙雕刻、玉雕、竹雕、椰榄雕等等。

### 绿化广场

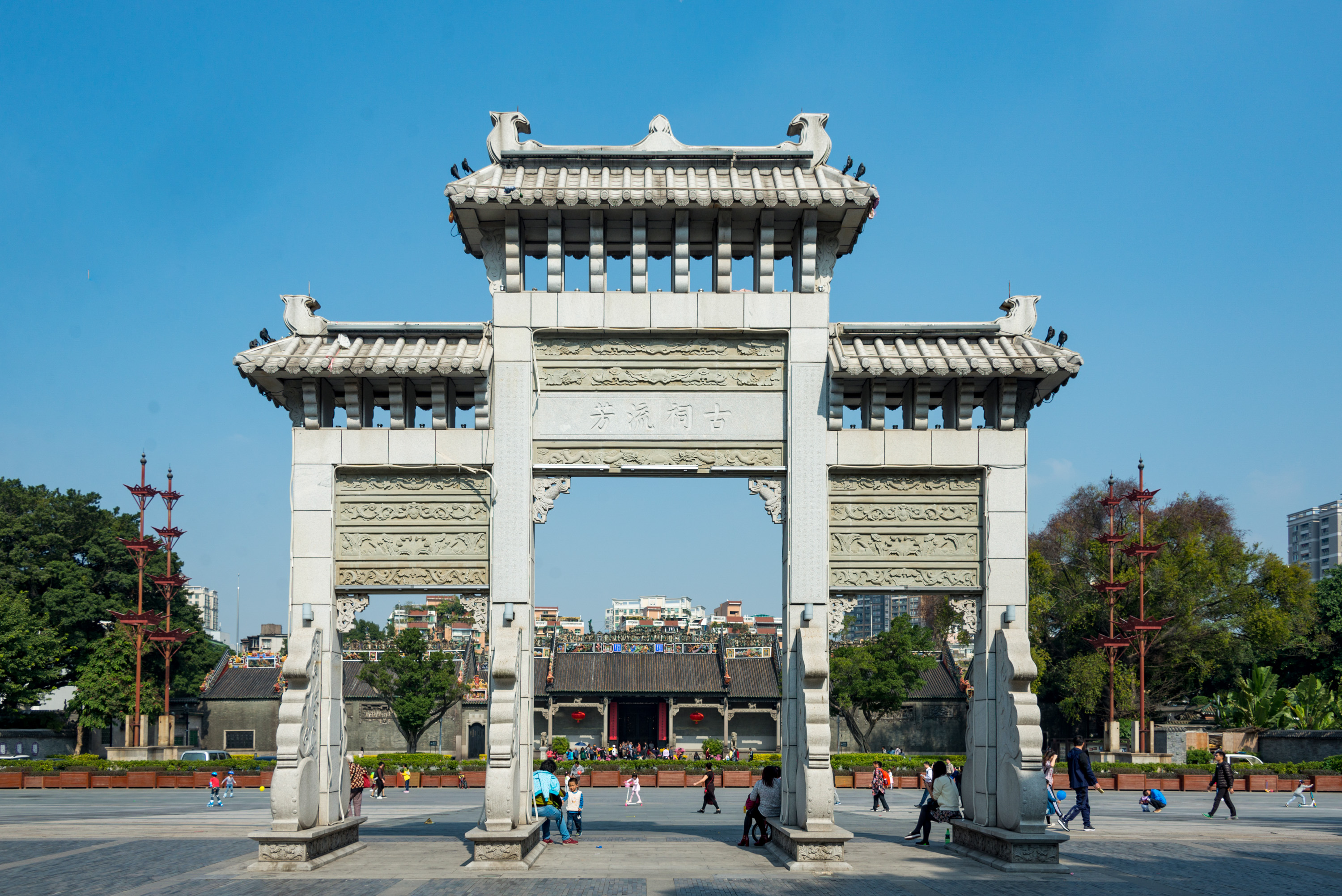
广场牌坊

陈家祠绿化广场（简称“陈家祠广场”）位于陈家祠的东侧，于1999年9月落成，前身是广州电筒厂和低矮的居民楼宇。廣場面积17.155万平方米，绿化面积15.7万平方米，分前广场、下沉广场和小游园三部分，中心下沉广场作为人流集散中心，并与康王路地下商业街、地铁站衔接，总投资1.44亿元人民幣，是广州市人民政府“一年一小变”的重点工程之一。
2009年，荔湾区人民政府将包括广州市第四中学初中部（原广州市第三十二中学）在内的校舍及商铺拆除，将广场扩建至原面积的两倍。扩建部分于2010年落成，但在2014年该扩建部分就被拆卸建设地铁8号线车站，被市民斥责太浪费。2020年11月26日，随着8号线北延段的开通，陈家祠绿化广场恢复了原状。2023年7月6日，广州市荔湾区新时代文明实践中心金花服务站在陈家祠绿化广场内揭牌成立。

## 交通
- 地鐵：广州地铁1号线、广州地铁8号线：陈家祠站
- 巴士：陈家祠站